# Brian Houghton Hodgson
Brian Houghton Hodgson (1 de febrer del 1800 – 23 de maig del 1894) fou un naturalista i etnòleg que treballà a l'Índia Britànica, on fou funcionari britànic.

## Vida i carrera
Hodgson nasqué a Prestbury (Cheshire). A l'edat de disset anys viatjà a l'Índia com a escriptor de la Companyia Britànica de les Índies Orientals.
Fou enviat a Katmandú (Nepal) com a comissionat assistent el 1819, convertint-se en resident britànic el 1833. Estudià els nadius del Nepal, produint un gran nombre d'escrits del seu llenguatge, la seva literatura i la seva religió.

### Ornitologia i història natural
Hodgson estudià tots els aspectes de la història natural del Nepal, Sikkim i Bengala. Agrupà una gran col·lecció d'aus i mamífers dissecats que finalment donà al Museu Britànic. Descobrí noves espècies d'antílops que foren anomenades en honor seu, com ara el txiru (Pantholops hodgsonii). També descobrí 39 espècies de mamífers i 124 espècies d'aus que no havien sigut descrites prèviament. 79 d'aquestes espècies d'aus foren descrites per ell.

## Obres
- Miscellaneous Essays relating to Indian Subjects. Trübner, Londres 1880
- Essays on the languages, literature, and religion of Nepal and Tibet. Trübner, Londres 1874
- Comparative vocabulary of the languages of the broken tribes of Népal. Calcuta 1859
- Papers relative to the colonization, commerce, physical geography, &c. ... Calcuta 1857
- Route of two Nepalese Embassies to Pekin with remarks on the water-shed and plateau of Tibet. Hodgson, Darjeeling 1856
- Route from Kathmandu, the capital of Nepal, to Darjeeling in Sikim, interspersed with remarks on the people and country. Calcuta 1848
- Essay the first. Thomas, Calcuta 1847
- Preeminence of the vernaculars. Serampore 1847
- Catalogue of Nipalese birds between 1824 and 1844. Calcuta 1844
- Illustrations of the literature and religion of the Buddhists. Serampore, 1841